# Stepove, Sofiivka
Stepove (în ucraineană Степове) este un sat în comuna Novoiulivka din raionul Sofiivka, regiunea Dnipropetrovsk, Ucraina.

## Demografie
Componența lingvistică a localității Stepove
     Ucraineană (88,18%)
     Rusă (4,55%)
     Armeană (7,27%)
Conform recensământului din 2001, majoritatea populației localității Stepove era vorbitoare de ucraineană (88,18%), existând în minoritate și vorbitori de armeană (7,27%) și rusă (4,55%).